# 알프레도 마요

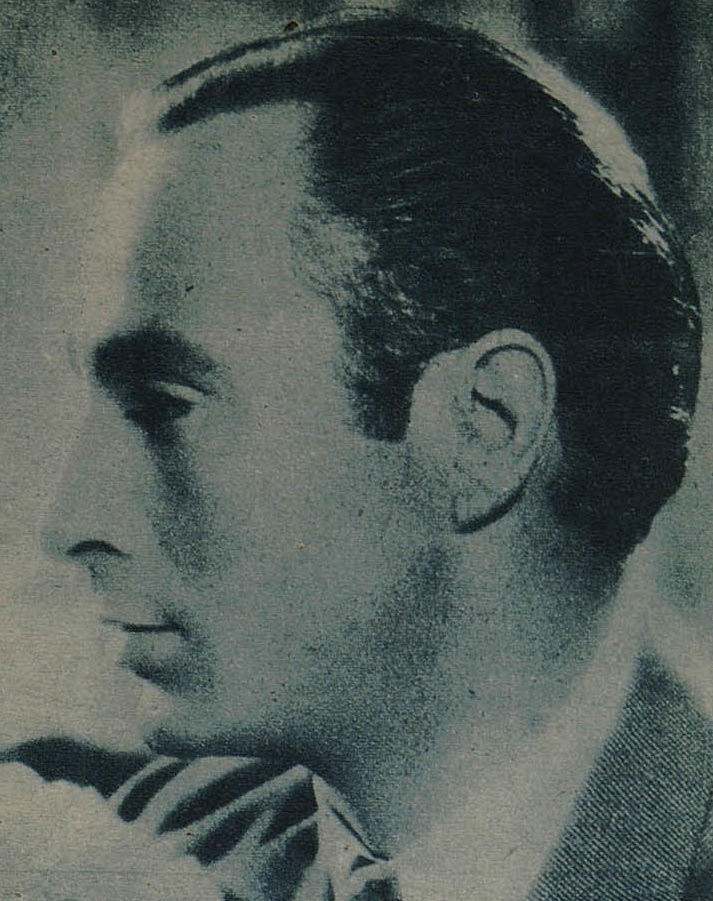

알프레도 마요(Alfredo Mayo, 1911년 5월 17일 ~ 1985년 5월 19일)는 스페인의 배우이다.
바르셀로나에서 태어났으며 팔마데마요르카에서 사망하였다. 사인은 심근 경색이다.

## 영화
- 주홍글씨 (1972년)
- 더 앤시니스 우즈 (1970년)
- 얼음에 얼린 박하 (1967년)
- 사냥 (1966년)
- 077 - 최대의 탈출 (1965년)
- 077 - 특급 절대 절명 (1965년)
- 클레오파트라의 군단 (1959년)